# Чонси (Охајо)
Чонси (енгл. Chauncey) град је у америчкој савезној држави Охајо.

## Демографија
По попису из 2010. године број становника је 1.049, што је 18 (-1,7%) становника мање него 2000. године.
| Група             | 2000.       | 2010.         |
| Белци             | 993 (93,1%) | 1.009 (96,2%) |
| Афроамериканци    | 17 (1,6%)   | 9 (0,9%)      |
| Азијати           | 28 (2,6%)   | 4 (0,4%)      |
| Хиспаноамериканци | 10 (0,9%)   | 6 (0,6%)      |
| Укупно            | 1.067       | 1.049         |